# Nekoř
Nekoř (německy Nekorsch) je obec na rozhraní Podorlické pahorkatiny a Orlických hor v okrese Ústí nad Orlicí v Pardubickém kraji. Leží asi osm kilometrů jihovýchodně od města Žamberk. Součástí obce jsou i vesnice Bredůvka a Údolí. Celkem v obci žije 983 obyvatel.
Na sever od obce se rozkládá vodní nádrž Pastviny, na jejímž břehu je tábořiště Nekoř – Údolí. Z nádrže vytéká řeka Divoká Orlice, která pak protéká dále obcí směrem na Žamberk.

## Historie
První písemná zmínka o vesnici pochází z roku 1355. Obec byla součástí panství hradů Žampach a Kyšperk. Součástí obce se po roce 1850 stala osada Údolí.
První světovou válkou bylo postiženo mnoho obcí v tehdejším Rakousku-Uhersku a ani Nekoř nebyla výjimkou. Velké množství úrody bylo odváženo na válečnou frontu a zároveň značná část mužského obyvatelstva byla odvedena do armády. Podle obecní kroniky během války padlo 83 obyvatel Nekoře. K uctění jejich památky byl na náměstí vybudován pomník.

## Obyvatelstvo
| Rok            | 1869  | 1880  | 1890  | 1900  | 1910  | 1921  | 1930  | 1950  | 1961  | 1970 | 1980 | 1991 | 2001 | 2011 | 2021 |
| -------------- | ----- | ----- | ----- | ----- | ----- | ----- | ----- | ----- | ----- | ---- | ---- | ---- | ---- | ---- | ---- |
| Počet obyvatel | 1 758 | 1 852 | 1 942 | 1 670 | 1 851 | 1 660 | 1 409 | 1 014 | 1 070 | 976  | 947  | 871  | 895  | 909  | 925  |
| Počet domů     | 313   | 330   | 327   | 322   | 344   | 331   | 334   | 333   | 280   | 264  | 238  | 314  | 332  | 366  | 379  |

## Obecní správa

### Části obce
- Nekoř
- Bredůvka
- Údolí

### Obecní symboly
Znak a vlajka byly obci uděleny rozhodnutím předsedy Poslanecké sněmovny Parlamentu České republiky dne 19. února 1998.

## Pamětihodnosti
- V části vesnice nad pravým břehem vodní nádrže Pastviny II se dochovaly terénní pozůstatky opevnění považovaného za nedokončený hrad, který bývá označován jako Vejrov.[7]
- Kostel svatého Mikuláše
- Kamenný krucifix s Pannou Marií Bolestnou
- Husův sbor

## Osobnosti
- Mikuláš Tomek (1791–1871), český kněz, teolog a rektor Karlovy univerzity
- Jan Dostálek (1883–1955), československý politik, meziválečný ministr československých vlád, poslanec Národního shromáždění za ČSL, politický vězeň
- Miroslav Šmok (1911–2002), československý politik KSČ, poslanec Národního shromáždění ČSR a ministr hutního průmyslu
- Ján Šmok (1921–1997), československý kameraman, fotograf, a vysokoškolský pedagog
- Pavel Šmok (1927–2016), český choreograf, tanečník, autor baletních libret, šéf baletního souboru, pedagog, herec (divadlo, film), režisér a dramaturg
- Josef Lux (1956–1999), český politik, předseda ČSL a KDU-ČSL, ministr zemědělství ČR, poslanec Sněmovny národů a Sněmovny lidu FS, Poslanecké sněmovny ČR